# Antoine de Beaulieu
Œuvres principales
Le Ballet des plaisirs de la vie des enfants sans souci (1638)
Le Ballet du cours du monde (1643)
Antoine de Beaulieu est un danseur et maître de ballet français qui termina sa carrière en Suède et mourut en 1663.
Maître à danser à Londres, il est appelé à la cour de la reine Marie-Éléonore en 1637.
Le 28 janvier 1638, il donne Le Ballet des plaisirs de la vie des enfants sans souci, pour amuser la jeune reine Christine de Suède. C'est le premier ballet de cour représenté en Suède.
Après un court séjour en France, de Beaulieu revient en Suède et donne en 1642 Le Ballet du cours du monde, suivi de nombreux autres, jusqu'à sa dernière pièce, Le Parnasse triomphant, donné en 1651.